# Chuck Taylor
Charles Hollis "Chuck" Taylor (Sinh ngày 24 tháng 6 năm 1901 – mất ngày 23 tháng 6 năm 1969) là một vận động viên bóng rổ và là nhân viên kinh doanh giày người Mỹ. Ông nổi tiếng vì sự đóng góp của mình với dòng giày sneaker Chuck Taylor All-Stars, dòng giày bóng rổ nổi tiếng đầu tiên trong lịch sử.

## Converse
Đôi giày Converse All-Star được giới thiệu vào năm 1920, với một thiết kế đặc thù dành riêng cho việc chơi bóng rổ. Taylor bắt đầu đi những đôi giày này từ năm 1917 khi còn là một vận động viên bóng rổ trung học tại trường Columbus High School ở Columbus, Indiana. (A.G. Spalding trước đó đã tạo ra một mẫu giày chơi bóng rổ suốt gần hai thập kỷ.) Vào năm 1923, Taylor đến văn phòng kinh doanh của Converse tại Chicago để tìm kiếm một công việc. S.R. "Bob" Pletz, một người yêu thích thể thao tại công ty đã tuyển dụng anh ta.
Trong vòng một năm, những lời đề nghị thay đổi thiết kế giày để nâng cấp sự linh hoạt, giúp hỗ trợ người đi giày thoải mái và cả việc đính thêm một miếng dán để bảo vệ mắt cá chân của Taylor đều đã được chấp thuận. Logo hình ngôi sao All-Star cũng ngay lập tức được gắn thêm vào miếng dán. Đến năm 1932, tên của Chuck Taylor's được đưa vào miếng dán này, và từ đó đôi giày có tên là Chuck Taylor All-Stars.
Chuck Taylor là một người đại diện đặc biệt tại Converse. Joe Dean, một người từng làm nhân viên kinh doanh cho Converse suốt gần 30 năm trước khi trở thành giám đốc thể thao tại đại học Louisiana State, nói với nhà báo Bob Ford của tờThe Philadelphia Inquirer, "Không thể nào ghét cậu ta được, cậu ấy biết tất cả mọi người. Nếu bạn là một huấn luyện viên và bạn muốn có một công việc, bạn sẽ gọi điện ngay cho Chuck Taylor. Các giám đốc thể thao luôn tìm và nói chuyện với anh ấy khi họ đang tìm kiếm một huấn luyện viên."
Taylor nhận lương từ Converse, nhưng ông không nhận bất cứ khoản tiền hoa hồng nào cho 600 triệu đôi giày Chuck Taylor được bán ra. Nhiều năm trời, ông lái một chiếc xe con Volkswagen màu trắng khắp nước Mỹ với cốp xe nhét đầy giày, sống tại nhà trọ, và chỉ có một căn phòng nhỏ trong nhà kho ở Chicago của công ty như là nơi ở thường xuyên. Dù vậy, tác giả Abraham Aamidor trong một ấn phẩm đã chỉ ra rằng Taylor không hề dè xẻn chút nào khi sử dụng tiền ngân quỹ của Converse.

## Bóng rổ
Taylor cho biết ông chơi bóng rổ chuyên nghiệp từ năm 1918 đến năm 1930 trong nhiều đội tuyển khác nhau, bao gồm Buffalo Germans và Original Celtics. Tuy vậy không có ghi chép nào chỉ ra việc Taylor có chơi cho những đội tuyển mà ông khẳng định.
Năm 1923, Taylor bắt đầu thực hiện cuốn sách Converse Basketball Yearbook, trong đó tất cả các vận động viên, huấn luyện viên, đội tuyển và những khoảng khắc tuyệt vời nhất đều được ghi lại để lưu giữ. Cuốn sách có tác động khá tốt với công chúng, và đến năm 1928 nó đã được mở rộng ra nhiều hơn. Đến năm 1935, Taylor sáng tạo ra quả bóng rổ "không cần khâu" giúp người chơi điều khiển dễ dàng hơn.
Giảng dạy về bóng rổ là đam mê chính đối với bộ môn này của Taylor. Năm 1923, Taylor dẫn dắt đội tuyển đầu tiên tại trường đại học North Carolina State, và vẫn tiếp tục trong nhiều năm. Cơ hội để "chứng minh khả năng" tiếp theo, như cách ông miêu tả, là việc huấn luyện cho đội tuyển Fielding Yost tại trường đại học Michigan, tiếp đó là Columbia và rồi đến Doc Carlson tại đại học Pitt. Ông tiếp tục hoạt động này trong một phần ba thập kỷ, tại các trường trung học và với các đội tuyển của Hội thanh niên Cơ đốc tại nước Mỹ. Steve Stone, cựu chủ tịch của Converse president, nói rằng "Mánh lới của Chuck là đi đến các thị trấn nhỏ, ve vãn huấn luyện viên và có được một buổi giao lưu và huấn luyện bóng rổ cho đội. Anh ấy sẽ dạy bóng rổ và làm việc với đại lý bán đồ thể thao địa phương, nhưng không xâm phạm vào các công việc của huấn luyện viên."
Taylor đã quảng bá hình ảnh của bóng rổ với cả thế giới; môn thể thao này sau đó trở thành một bộ môn thi đấu Olympic vào năm 1936. Trong thời gian diễn ra chiến tranh thế giới thứ II, Taylor còn làm cố vấn thể lực cho quân đội Hoa Kỳ. Những người lính G.I.sau đó đã tập các bộ môn thể dục cùng với đôi giày sneaker Chuck Taylor, và đôi giày này đã trở thành giày chính thức của lực lượng quân đội Hoa Kỳ khi ấy.
Vào năm 1967, Taylor nghỉ hưu. Chỉ một ngày sau sinh nhật lần thứ 68, ngày 25 tháng 6 năm 1969, Taylor qua đời vì một cơn đau tim tại  Port Charlotte, Florida.